# Glenn Murray
Glenn Murray (Maryport, 25 de setembro de 1983) é um futebolista inglês que atua como atacante. Atualmente joga no Nottingham Forest, emprestado pelo Brighton & Hove Albion.

## Carreira
Murray começou a carreira no Workington Reds.

## Títulos
Brighton & Hove Albion
- EFL Championship: Vice - 2016–17